# BH Telecom Indoors 2010
Il BH Telecom Indoors 2010 è stato un torneo professionistico di tennis maschile giocato sul cemento indoor, che faceva parte dell'ATP Challenger Tour 2010. Si è giocato a Sarajevo in Bosnia ed Erzegovina dall'8 al 14 marzo 2010.

## Partecipanti

### Teste di serie
| Nazionalità | Giocatore              | Ranking* | Testa di serie |
| ----------- | ---------------------- | -------- | -------------- |
| Slovacchia  | Karol Beck             | 88       | 1              |
| Turchia     | Marsel İlhan           | 121      | 2              |
| Svizzera    | Stéphane Bohli         | 141      | 3              |
| Rep. Ceca   | Jan Hernych            | 145      | 4              |
| Belgio      | Kristof Vliegen        | 149      | 5              |
| Regno Unito | Alex Bogdanović        | 151      | 6              |
| Francia     | Édouard Roger-Vasselin | 155      | 7              |
| Rep. Ceca   | Lukáš Rosol            | 160      | 8              |

- Ranking al 1º marzo 2010.

### Altri partecipanti
Giocatori che hanno ricevuto una wild card:
- Mirza Bašić
- Tomislav Brkić
- Ismar Gorčić
- Aldin Šetkić

Giocatori passati dalle qualificazioni:
- Evgenij Donskoj
- Mislav Hižak
- Matwé Middelkoop
- Filip Prpic

## Campioni

### Singolare
Édouard Roger-Vasselin ha battuto in finale  Karol Beck, 6(5)–7, 6–3, 1–0, ret.

### Doppio
Nicolas Mahut /  Édouard Roger-Vasselin hanno battuto in finale  Ivan Dodig /  Lukáš Rosol, 7–6(6), 6(7)–7, [10–5]